# Simon Reinhard Bohn
Simon Reinhard Bohn (10. januar 1834 i Alkersum på Før - 08. maj 1879 i Kiel) var en dansk-nordfrisisk forfatter.
Efter sin konfirmation i 1850 arbejdede han i flere år som sømand. Under sine rejser skrev han en række breve og tekster på Førs nordfrisiske dialekt (Fering), hvoraf mange senere blev publiceret. Blandt dem er den satirisk-politiske tekst Di Gülbück (på dansk Den hvide vipstjert), hvori nordfrisernes situation mellem Danmark og Preussen behandles i form af en fabel. Andre kendte tekster er balladen Köning an prääster og A bööd tu af iadgreewers, som er inspireret af Schillers Der Gang nach dem Eisenhammer. Bohn døde efter en hjertesygdom i Kiel i 1879.

## Tekster (Udvalg)
1. A Böd efter a Iadgrewern
2. Könning an Präster
3. Bür an Siaman
4. Üs ick noch letj wiar
5. Taw Lickstianer
6. Kriak an Müss
7. Di Gülbück
8. Riadels
9. Min Eilunn Fer
10. A fjawer Juarstidjen
11. An Liat un 'th Sälskapp tu sjongen bi 'n Ball
12. Puns, wann 'm nanth öders witj.
13. A iast Krinolin
14. Üs a Könning üb Fer wiar
15. Di Kuppman
16. Frödd
17. Namen Sütjers Pretjei